# Strumigenys jaitrongi
Strumigenys jaitrongi (лат.) — вид мелких земляных муравьёв рода Strumigenys из подсемейства Myrmicinae (Attini, ранее в Dacetini). Встречается в Юго-Восточной Азии: Таиланд (Trang).

## Этимология
Вид S. jaitrongi назван в честь энтомолога Вейявата Джайтронга (Dr Weeyawat Jaitrong) в знак признания его работ по таиландским муравьям и его помощи, которая привели к открытию вида. Название было создано путём добавления суффикса -i к фамилии мужского рода единственного числа латинского родительного падежа.

## Описание
Мелкие муравьи (длина около 2 мм) с сердцевидной головой, расширенной кзади. От близких видов своей группы отличается следующими признаками: голова сверху с мелкими прижатыми обратнояйцевидными волосками; мандибулы с небольшой базальной щелью; пронотальная плечевая щетинка жгутиковидная; в профиль, около затылочного края с четырьмя мелкими булавовидными прямыми волосками; мезонотальный дорзум с парой таких же волосков; вся поверхность мезосомы гладкая и блестящая, кроме мезонотального верха, который морщинист. Фасеточные глаза редуцированы до одного омматидия. Усики 6-члениковые. Strumigenys intermedia включён в видовую группу S. rostrata.
Основная окраска коричневая. Стебелёк между грудкой и брюшком состоит из двух члеников: петиолюса и постпетиолюса (последний чётко отделён от брюшка), жало развито. Предположительно, как и близкие виды, специализированные охотники на коллембол. Вид был впервые описан в 2023 году мирмекологами из Гонконга Kit Lam Tang (School of Biological Sciences, Гонконгский университет, Гонконг, Китай) и Benoit Guénard.